# Wieża Marii
Wieża Marii – dostrzegalnia pożarowa z funkcją edukacyjną zlokalizowana na terenie Nadleśnictwa Bolewice, w Leśnictwie Leśny Folwark. Obiekt stoi na wzgórzu zwanym Czarcią Górą (109 m n.p.m.), około 2 km na północny zachód od wsi Zachodzko.
Wieżę o wysokości 24 metrów zbudowano w 1888 jako dostrzegalnię pożarową. Obserwowano z niej okoliczne rozległe tereny leśne w celu wychwycenia ewentualnych pożarów. Początkowo u jej stóp stał gotowy do akcji konny zaprzęg z wodą gaśniczą. Od 1939 dyżurowali na niej na stałe dwaj strażacy. Z czasem obsadę zmniejszono do jednego i to tylko w okresach potencjalnego zagrożenia ogniem. Ostatecznie zrezygnowano z tego punktu w 1982. Odtąd niszczał, aż do odbudowy przeprowadzonej w latach 2004-2005. Wieży przywrócono pierwotną funkcję, a także stała się elementem edukacji leśnej i punktem widokowym. Obiekt nagrodzono tytułem Modernizacja Roku 2005 (kategoria obiekty przemysłowo-inżynieryjne).